# Guy Marchand
Guy Émile Marchand, född 22 maj 1937 i Paris, död 15 december 2023 i Cavaillon, Provence-Alpes-Côte d'Azur, var en fransk skådespelare och musiker.

## Roller i urval
- 1971 – Smuggelvägen
- 1972 – En skön tjej som mej
- 1975 – Bland bockar och brudar
- 1975 – Cousin, cousine
- 1977 – Tendre poulet
- 1980 – Big Red One - attackdivisionen
- 1981 – Coup de torchon
- 1981 – Garde à vue
- 1982 – Le père Noël est une ordure
- 1983 – Franska väninnor
- 1984 – En ynglings memoarer
- 1987 – L'été en pente douce
- 1990 – Muta och kör 2
- 1991–2003 – Nestor Burma (TV-serie)
- 1996 – I en helt annan klass
- 2003–2007 – Kommissarie Fargas (TV-serie)
- 2017 – Ring min agent! (TV-serie)